# Pentangle
Pentangle (ursprünglich The Pentangle) war eine britische Folkjazz-Band. Die Gruppe, die bis 1973 als Quintett bestand, nahm mehrere Alben auf und ging mehrfach auf Tournee. Ein Teil der Bandmitglieder betrieb in den 1980er und 1990er Jahren ein Comeback mit (auch von den Instrumenten her) wechselnden Besetzungen. 2008 kam die Ursprungsbesetzung noch einmal zusammen.

## Geschichte
Das Quintett wurde 1967 von Bert Jansch und John Renbourn in London gegründet, die zuvor bereits solistische Erfolge im Duo feiern konnten. Ihnen schlossen sich Jacqui McShee, Danny Thompson und Terry Cox an. Jansch und McShee hatten sich bereits 1964 in Collet’s Records Store kennengelernt, wo Gill Cook, die Frau von Jansch, arbeitete. Während McShee in klassischem Gesang geschult war, brachten Thompson und Cox, die zuvor als Studiomusiker und mit Alexis Korner gespielt hatten, Jazzeinflüsse in die Band.
Die musikalische Basis des Quintetts schufen neben der intelligent spielenden Rhythmusgruppe Cox/Thompson die beiden Gitarristen Jansch und Renbourn, deren filigran verzahntes akustisches Duospiel bald als Folk Baroque in der britischen Szene wegweisend wurde. Die ungewöhnliche Kombination von Sitar, Banjo und gelegentlich Glockenspiel erweiterte das akustische Klangspektrum. Schlagzeug und Kontrabass fügten swingende Jazz- und Blueselemente hinzu, und der klare, ätherische Gesang McShees rundete den akustischen Klang ab. Größere Bekanntheit erlangte die Formation durch die Zusammenarbeit mit Musikproduzent Shel Talmy ab Mai 1968, der die Alben The Pentangle, Sweet Child (Doppel-LP) und Basket of Light produzierte. Ab 1970 setzte Renbourn sparsam eine elektrische Leadgitarre ein.
Die Gruppe konnte schnell die Clubszene verlassen und bereits im Mai 1967 in der Londoner Royal Albert Hall vor großem Publikum ein ausverkauftes Konzert spielen. Eine erste Tournee schloss sich an. Teile eines weiteren Konzertes dort im Juni 1968 finden sich auf dem Album Sweet Child. Vor allem das auf dem Transatlantic-Label veröffentlichte Album Basket of Light (1969) wurde von der Kritik hochgelobt. Im selben Jahr spielten sie auf dem Newport Folk Festival. In den darauf folgenden Jahren tourten sie mehrmals durch Großbritannien. Das Quintett verband eigenwillig blues- und jazzorientierte Titel mit selbstgeschriebenen und traditionellen Folksongs und Balladen. Insbesondere die Alben The Pentangle und Basket of Light, bedingt auch Cruel Sister, waren auch kurzfristig kommerziell erfolgreich. Die Band löste sich nach einer Tournee 1973 auf.

## Neuformation der Band
1982 fand sich die Band in der Ursprungsbesetzung für ein Konzert auf dem Cambridge Folk Festival und weitere Auftritte in Europa und Australien wieder zusammen. Dann schied John Renbourn aus; er wandte sich zunehmend der traditionellen „keltischen“ und mittelalterlichen Musik zu. Er wurde durch Mike Piggott ersetzt, als McShee, Cox, Thompson und Jansch und McShee 1984 ins Studio gingen. Nach der Veröffentlichung von Open the Door (1985) verließ Thompson Pentangle. Für ihn kam Nigel Portman-Smith, dessen elektrischer Bass zum ersten Mal auf In the Round (1986) zu hören war. 1990 kam es erneut zu Besetzungswechseln: Piggott und Cox verließen die Band, dafür kamen Rod Clements von Lindisfarne und Gerry Conway von Jethro Tull. Es wurden die Alben So Early in the Spring und Think of Tomorrow veröffentlicht, die recht gute Kritiken ernteten. Auf der 1993 erschienenen Produktion One More Road spielte statt Clements jetzt Peter Kirtley. 1994 wurde dann noch das Live-Album Live 1994 aufgenommen. Bert Jansch ging 1995; McShee formierte mit dem Keyboarder Spencer Cozens und Drummer Gerry Conway für die CD About Thyme zunächst ein Trio, das zunächst mit Gastmusikern wie Ralph McTell, Albert Lee, John Martyn, Mike Mainieri oder Tony Roberts aufgestockt wurde. Aus dem Trio wurde dann mit dem Saxophonisten Jerry Underwood und Bassist Alan Thompson wieder ein Quintett, das nun als Jacqui McShee’s Pentangle auftrat. Dieses Quintett veröffentlichte die CD Passe Avante sowie das Live-Album At the Little Theatre.

## Reunion
Im Februar 2007 wurde den fünf Gründungsmitgliedern der Band der Lifetime Achievement Award von BBC Radio 2 verliehen. Zu diesem Anlass betraten Jansch, Renbourn, McShee, Thompson und Cox zum ersten Mal seit 1973 wieder gemeinsam die Bühne; nach einem Konzert in der Royal Festival Hall (genau 40 Jahre nach dem Konzert, das auf Sweet Child teilweise dokumentiert ist) folgte im Juli 2008 eine Tournee durch Großbritannien (bei der die Doppel-CD Finale mitgeschnitten wurde).

## Diskografie
- 1968: The Pentangle
- 1968: Sweet Child (Doppel-LP, Live und Studio)
- 1969: Basket of Light
- 1970: Cruel Sister
- 1971: Reflection
- 1972: History Book (Sampler)
- 1972: Solomon’s Seal
- 1973: Pentangling (Sampler)
- 1985: Open the Door
- 1986: In the Round
- 1991: Think of Tomorrow
- 1993: One More Road
- 1994: Live 1994
- 1998: Passe Avant
- 2001: At the Little Theatre
- 2005: Feoffee’s Land
- 2016: Finale; An Evening with Pentangle (2-CD, rec. live 2008)